# Arthur Zanetti
Arthur Nabarrete Zanetti (São Caetano do Sul, 16 april 1990) is een Braziliaanse turner, gespecialiseerd op het onderdeel ringen. Op dit onderdeel won hij goud op de Olympische Zomerspelen 2012 in Londen en zilver op de Olympische Zomerspelen 2016 in Rio de Janeiro.

## Carrière
Op de wereldkampioenschappen turnen 2009 in Londen eindigde Zanetti als vierde in de ringenfinale.
Tijdens de Universiade van 2011 in Shenzhen veroverde de Braziliaan goud op het onderdeel ringen. In Rotterdam nam hij deel aan de wereldkampioenschappen turnen 2011. Op dit toernooi sleepte hij de zilveren medaille in de wacht op het onderdeel ringen. Op de Pan-Amerikaanse Spelen 2011 in Guadalajara legde hij samen met Francisco Barreto, Petrix Barbosa, Pericles Da Silva, Diego Hypolito en Sergio Sasaki Jr. beslag op de gouden medaille in de meerkamp voor landenteams, daarnaast behaalde hij de zilveren medaille op het onderdeel ringen.
Tijdens de Olympische Zomerspelen van 2012 veroverde Zanetti de gouden medaille op het onderdeel ringen. Hij werd daarmee de eerste Braziliaanse en de eerste Latijns-Amerikaanse gymnast die een olympische medaille wist te veroveren.
In Kazan nam de Braziliaan deel aan de Universiade 2013, op dit toernooi prolongeerde hij zijn titel op het onderdeel ringen. Op de wereldkampioenschappen turnen 2013 in Antwerpen werd hij wereldkampioen op het onderdeel ringen.

## Erelijst

### Ringen
- 2009: 4e WK
- 2011:  WK
- 2011:  Pan-Amerikaanse Spelen
- 2011:  Universiade
- 2012:  OS
- 2013:  WK
- 2013:  Universiade
- 2016:  OS
- 2018:  WK

### Team
- 2011:  Pan-Amerikaanse Spelen